# Socha svatého Prokopa (Prokopské údolí)
Socha svatého Prokopa v Praze nad Prokopským údolím je zaniklá socha, která stála při cestě od zbořeného kostela svatého Prokopa severovýchodně směrem do Radlic.

## Historie
Socha svatého Prokopa vznikla v roce 1753 z iniciativy administrátora Aleše. Roku 1855 byla opravena nákladem pražského měšťana a kupce Prokopa Ratzenbecka mladšího. Stála v akátovém hájku a nesla nápis „R: P: B: Alesch P. E:“.
Již ve 30. letech 20. století byla silně poškozená a zbyl po ní pouze podstavec.